# Kenneth Plummer
Kenneth Douglas Plummer (født 25. april 1961) var generaldirektør i DR fra 2005 til 2010.
Plummer blev i 1986 uddannet som HA og cand.merc. fra Copenhagen Business School. 
Hans uddannelse førte til en stilling som produktchef i O. Kavli A/S, hvor han havde ansvar for produktudvikling. 
Fra Kavli kom han til The Walt Disney Company Nordic A/S; først som marketingchef og siden som marketingdirektør. 
Kenneth Plummer var derefter ansat seks år i den internationale legetøjskoncern Mattel, hvor han først var administrerende direktør for Skandinavien og siden for Nordeuropa.
Han kom så til medievirksomheden Egmont i seks år, hvor han endte som administrerende direktør for Nordisk Film. Før jobbet som direktør var han 1999 og tre år frem administrerende direktør for Egmont Entertainment, hvor han blandt andet beskæftigede sig med filmdistribution og biografer.
Kenneth Plummer tiltrådte som generaldirektør for DR i oktober 2005. Dette skete i kølvandet på Christian S. Nissens fyring i 2004, og han overtog posten efter konstitueret generaldirektør Lars Vesterløkke, som vendte tilbage til sit job som programdirektør.
Som generaldirektør blev det Kenneth Plummer, der ledede den store udflytning til DRs nye hovedsæde DR Byen fra TV-Byen og Radiohuset i henholdsvis Søborg og Frederiksberg.
Fyringer under Plummer:
D. 13 marts 2007 varslede Kenneth Plummer, at op mod 300 medarbejdere (ca. 10 procent af DR's medarbejdere) vil miste deres arbejde som konsekvens af det nu 4,7 mia. dyre byggeri af DR Byen. Plummer nævnte allerede dengang, at det var den sidste medarbejderreduktion, han vil lægge navn til. I august og september 2010 forestod han dog en ny sparerunde, hvor yderligere 104 stillinger blev nedlagt.

## "Plummer – Summen af Kardemommen"-skandalen
27. oktober 2010 kom det frem, at Kenneth Plummer forsøgte at "bestikke" forfatteren til bogen "Plummer – summen af kardemommen", Kurt Lassen, ved at udlevere fortrolige oplysninger om sine modkandidater til jobbet, som generaldirektør i 2005, til gengæld for at hans private affærer ikke blev medtaget i bogen og derved offentliggjort. Samtidigt blev han politianmeldt af tidligere borgmester i Hørsholm Uffe Thorndahl, for at have udnyttet sin position som offentlig ansat. Kenneth Plummer trådte tilbage som generaldirektør for DR på baggrund af sagen.

## Tidligere arbejdsgivere
- O. Kavli A/S
- Walt Disney Company i Norden
- Mattel
- Egmont
- Nordisk Film
- Danmarks Radio

Medlem af VL-gruppe 46.